# Æble-rose
Æblerose (Rosa rubiginosa), ofte skrevet æble-rose, er en op til 2 meter høj busk, der i Danmark vokser f.eks. i hegn og på overdrev. Bladene dufter stærkt af umodne æbler. Blomsterne sidder få sammen ved skudspidsen af de korte sidegrene. De er rosenrøde og dufter svagt, men med ren rosenduft. Hybenerne er aflange og orangerøde.

## Beskrivelse
Æblerose er en løvfældende busk med en tæt, tragtformet vækst. Hovedgrenene er kraftige og rette eller opstigende. Først andet år kommer der svage sideskud. Barken er først glat og lysegrøn til brunrød. Senere bliver den stribet i gråt/brunt. Meget gamle grene kan have furet bark. Alle grene har kraftige, bagudbøjede torne og spredte, stive børster. Knopperne sidder spredt, og de er kegleformede, hårløse og lysegrønne.
Bladene er uligefinnede med smalle akselblade. De 5-7 par småblade er ægformede med dobbelt savtakket rand. Oversiden er mørkegrøn, mens undersiden er grågrøn med mange, rødbrune kirtelhår. Bladene dufter stærkt af umodne æbler. Blomstringen sker i maj-juni. Blomsterne sidder få sammen ved skudspidsen af de korte sidegrene. De er rosenrøde og dufter svagt, men med ren rosenduft. Hybenerne er aflange og orangerøde. Frøene modner godt og spirer villigt.
Rodnettet består af kraftige, dybtgående hovedrødder, der er svagt forgrenede. Æble-Rose fremkalder jordtræthed.
Højde x bredde og årlig tilvækst: 4 x 3 m (50 x 50 cm/år), men meget gamle buske kan blive væsentligt højere, hvis de kan hage sig vej op gennem et træs krone!. Som vildtvoksende i Danmark derimod når arten normalt kun op i 2 meters højde.

## Voksested
Æblerose gror i skovbryn, krat og overdrev over hele Europa. Den trives bedst på fugtig, næringsrig jord. I Danmark findes den hist og her i det meste af landet, bortset fra Vestjylland, hvor den er sjælden.
Ved Broby på Fyn findes den sammen med bl.a. ask, alm. brombær, bøg, hassel, alm. hyld, kvalkved, bævreasp, dunbirk, dunet dueurt, engforglemmigej, europæisk engblomme, gul iris, kræge, lysesiv, lægebaldrian, slåen, småfrugtet pindsvineknop, sværtevæld, tormentil, tykbladet ærenpris, vandmynte, vejbredskeblad og vild ribs.

## Anvendelse
Æblerose er lyskrævende, men tåler vind. Den er uegnet til sur jord. Den giver god dækning og kan anvendes som kantplante i læplantninger, skovbryn og vildtplantninger. Busken tåler hård beskæring.
Den kan være værtsplante for alle slags rosensygdomme og -skadedyr.
| Portal | Portal:Botanik |

## Note
1. ↑  Skov- og Naturstyrelsen: Forslag til driften af Fyns Statsskovdistrikt indtil år 2013